# Miedźna (gmina)
Pour les articles homonymes, voir Miedźna (homonymie).
La gmina de Miedźna est une commune rurale de la voïvodie de Silésie et du powiat de Pszczyna. Elle s'étend sur 49,91 km2 et comptait 15 461 habitants en 2006. Son siège est le village de Miedźna qui se situe à environ 8 kilomètres à l'est de Pszczyna et à 30 kilomètres au sud de Katowice.

## Villages
La gmina de Miedźna comprend les villages et localités de Frydek, Gilowice, Góra, Grzawa, Miedźna et Wola.

## Gminy voisines
La gmina de Miedźna est voisine des gminy de Bestwina, Bojszowy, Brzeszcze, Oświęcim, Pszczyna et Wilamowice.